# Furcsa számok
A számelmélet területén furcsa számnak nevezik az olyan természetes számot, ami bővelkedő, de nem áltökéletes szám.
Más szavakkal, a szám valódi osztóinak összege meghaladja a számot, de az osztók egyetlen részhalmazának összege sem egyenlő magával a számmal.

## Példák
A legkisebb furcsa szám a 70. Valódi osztói 1, 2, 5, 7, 10, 14 és 35; ezek összege 74, de nem adhatók össze úgy, hogy 70-et adjanak. A 12-es szám például bővelkedő, de nem furcsa szám; valódi osztói 1, 2, 3, 4 és 6, melyek összege 16; ugyanakkor 2+4+6 = 12.
Az első néhány furcsa szám: 
70, 836, 4030, 5830, 7192, 7912, 9272, 10430, 10570, 10792, 10990, 11410, 11690, 12110, 12530, 12670, 13370, 13510, 13790, 13930, 14770, ... (A006037 sorozat az OEIS-ben).

## Tulajdonságok
Bizonyított, hogy végtelen számú furcsa szám létezik; sőt, a furcsa számok sorozatának pozitív aszimptotikus sűrűsége van, mely sűrűség < 0,0101 (a bővelkedő számok és az áltökéletes számok sűrűségeinek különbségéből következően).
Nem tudjuk, hogy léteznek-e páratlan furcsa számok, de ha léteznek, nagyobbnak kell lenniük 232 ≈ 4·109-nél vagy 1·1017-nél.
Sidney Kravitz megmutatta, hogy ha k pozitív egész, Q 2k-nál nagyobb prímszám és
{\displaystyle R={\frac {2^{k}Q-(Q+1)}{(Q+1)-2^{k}}}};
szintén 2k-nál nagyobb prímszám, akkor
{\displaystyle n=2^{k-1}QR}
furcsa szám.
A képlet segítségével találta a következő furcsa számot:
{\displaystyle n=2^{56}\cdot (2^{61}-1)\cdot 153722867280912929\ \approx \ 2\cdot 10^{52}}.

### Primitív furcsa számok
A furcsa számok egyik tulajdonsága, hogy ha n furcsa, p pedig olyan prímszám, ami nagyobb az σ(n) osztóösszegnél, akkor pn szintén furcsa szám. Egyrészt ebből is következik, hogy végtelen számú furcsa szám létezik. Másrészt ez a primitív furcsa számok definíciójához vezet – ezek olyan furcsa számok, melyek nem többszörösei egy másik furcsa számnak. A Kravitz-féle konstrukciós képlet primitív furcsa számokat hoz létre. Azt sejtik, hogy végtelen sok primitív furcsa szám létezik, és Melfi megmutatta, hogy a végtelen sok primitív furcsa szám létezése a Cramér-sejtés következménye.
24 egymilliónál kisebb primitív furcsa szám létezik. Az első néhány:
70, 836, 4030, 5830, 7192, 7912, 9272, 10792, 17272, 45356, 73616, 83312, 91388, 113072, 243892, 254012, 338572, 343876, 388076, 519712, 539744, 555616, 682592, 786208 (A002975 sorozat az OEIS-ben)

## Fordítás
- Ez a szócikk részben vagy egészben a Weird number című angol Wikipédia-szócikk ezen változatának fordításán alapul.  Az eredeti cikk szerkesztőit annak laptörténete sorolja fel. Ez a jelzés csupán a megfogalmazás eredetét és a szerzői jogokat jelzi, nem szolgál a cikkben szereplő információk forrásmegjelöléseként.